# Polscy podróżnicy
Polscy podróżnicy – seria komiksowa poświęcona XIX-wiecznym polskim podróżnikom. 
Autorem scenariusza serii jest Stefan Weinfeld, a rysunków – pierwszych trzech tomów Marek Szyszko, kolejnych dwóch Jerzy Wróblewski. Akcja każdego albumu toczy się na innym kontynencie. Każdy komiks zawiera biografię bohatera, umieszczoną na okładce albumu i spis literatury przedmiotu. Nadkład każdego albumu wynosił od 100 do 200 tysięcy sztuk.

## Albumy wydane w seriiPolscy podróżnicy[2]
- Prosto w paszczę smoka - O Bronisławie Grąbczewskim
- Po Australijskie złoto - O Sygurdzie Wiśniowskim
- W poszukiwaniu prawdziwej Ameryki - O Henryku Sienkiewiczu
- Gdzie ziemia drży - O Ignacym Domeyce
- Sam na afrykańskim pustkowiu - O Antonim Rehmanie